# بول بويسو باراديس
بول بويسو باراديس (بالإسبانية: Pol Bueso)‏ (27 أبريل 1985 بمونكوفا في إسبانيا - ) هو لاعب كرة قدم إسباني في مركز الدفاع. لعب مع خيمناستيك طركونة ونادي ألباسيتي ونادي جامعة مرسية ونادي سالامانكا ونادي سبتة ونادي كاستييون وCD Castellón B ‏.

## روابط خارجية
- بول بويسو باراديس على موقع قاعدة بيانات كرة القدم.إي يو (الإنجليزية)
- بول بويسو باراديس على موقع Soccerway.com (الإنجليزية)
- بول بويسو باراديس على موقع AS.com (الإسبانية)